# Laossina
Laossina (ook wel Laosina, Russisch: Лаоссина) is een plaats in de Estlandse gemeente Setomaa, provincie Võrumaa, met 26 inwoners (2021). De plaats heeft de status van dorp (Estisch: küla).
Tot in 2017 behoorde het dorp tot de gemeente Mikitamäe in de provincie Põlvamaa. In dat jaar werd Mikitamäe bij de gemeente Setomaa gevoegd en verhuisde ze meteen ook naar de provincie Võrumaa.

## Geografie
Laossina ligt aan de noordwestkust van het Meer van Pskov. Het Russische eiland Kolpina ligt op ongeveer twee kilometer afstand.
Het dorp ligt in het natuurgebied Lüübnitsa hoiuala (15,5 km²).
Het plaatselijke kerkhof heeft drie stenen kruisen uit de periode 1300-1500. Op het terrein van het kerkhof staat een oosters-orthodoxe kapel (Estisch: tsässon), een houten bouwwerk uit 1865, gewijd aan de maagd Maria.
Hoewel er ook enkele vissers in het dorp wonen, zijn de meeste inwoners werkzaam in de landbouwsector.

## Geschiedenis
In Laossina zijn de resten van vijf begraafplaatsen uit de periode 500-1000 gevonden.
Laossina werd voor het eerst genoemd in 1780 onder de Russische naam Клавшина (Klavsjina). In 1866 heette het dorp Кляушенъ (Kljaoesjen) en in 1872 Клавшино (Klavsjino). In Latijns schrift werd het dorp in 1885 voor het eerst vermeld als Haosina. In 1886 heette het Laosina, in 1903 Wana Laosina of Järwe Laosina, in 1904 Laossina, in 1922 Klavišno en in 1923 Laosino. Het dorp lag in een nulk, een regio waar de taal Seto werd gesproken, de nulk Poloda. Poloda lag in de gemeente Lobotka met Lobotka als hoofdplaats. Het dorp behoorde tot de parochie van de kerk op het eiland Kolpina. Het gebied kwam pas in 1919, tijdens de Estische Onafhankelijkheidsoorlog, onder Estland; daarvoor viel het onder het Russische Gouvernement Pskov. Vanaf 1922 viel Laossina onder de Estische gemeente Mikitamäe.
Het dorp kan worden onderverdeeld in vier delen met elk een eigen naam: Liivakülä of Liiva-Laossina in het westen, Mõtskülä in het zuiden, Vanakülä in het midden en Lüütjä in het noorden.